# Cesare Beccaria

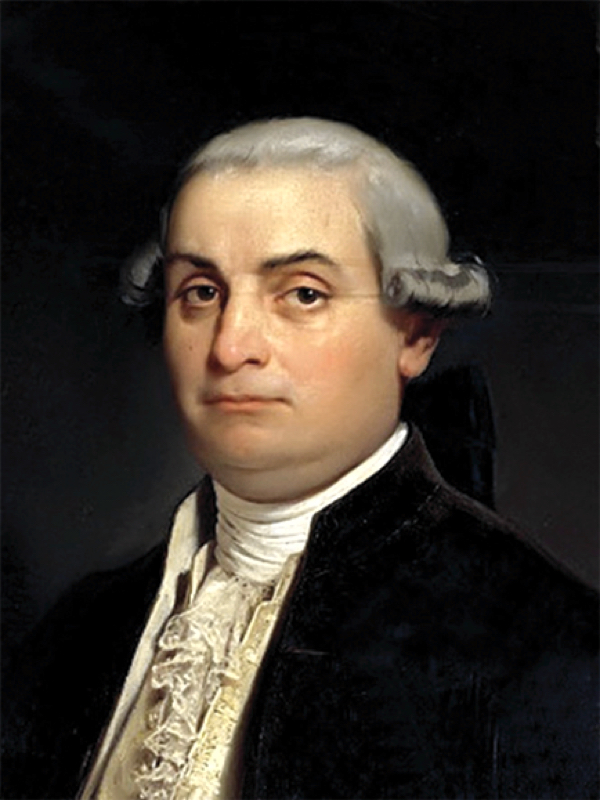
Portret van Cesare Beccaria

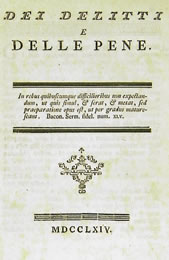
voorpagina van de eerste editie Dei deletti e delle pene, 1764

Cesare Beccaria (Milaan, 15 maart 1738 - 28 november 1794) was een  filosoof en politicus uit Lombardije (in het huidige Italië), wiens verlichte ideeën van grote invloed waren op het denken over het strafrecht. Hij verdedigde het depenaliseren van misdrijven die de maatschappij geen schade berokkenden (zelfmoord, blasfemie, ketterij, homoseksualiteit, echtbreuk...), het wettelijk omschrijven van delicten en straffen en het afschaffen van de gerechtelijke tortuur en de doodstraf. Daarmee legde hij de grondslag van wat is aangeduid als de Klassieke school van de criminologie. Zijn kritiek op de gangbare rechtspleging in de standenmaatschappij vormde een belangrijk deel van het verlichtingsdenken en zou aanzetten tot het doorvoeren van belangrijke hervormingen.
Deze hervormingen konden worden omschreven als een humanisering, die - thans met name in Europa en in de vele staten buiten Europa die zich in hun wetgeving door de Europese wetgeving hebben laten inspireren, in elk geval in theorie en ook veelal in de praktijk - door de meerderheid van de bevolking doorgaans als normaal wordt ervaren. Het sterkste voorbeeld hiervan is de (aanspraak op de) onschuldspresumptie (de burger wordt geacht onschuldig te zijn, totdat eventueel een strafvervolging heeft geleid tot een vaststelling van schuld aan de daarin duidelijk omschreven ten laste gelegde feiten (tenlastelegging) uiteindelijk door een rechter in een bewezenverklaring bewezen is verklaard en ook het gegeven dat ook verdachten die in verband met een al dan niet vermeend concreet strafbaar feit is aangehouden de zogeheten cautie dient te worden gegeven waarin kenbaar wordt gemaakt dat hij of zij wordt verdacht en eventueel daadwerkelijk wordt vervolgd rechten hebben, waaronder het recht bij die vervolging zich in zijn verdediging te laten bijstaan door een in het strafrecht gespecialiseerde jurist als raadsman ofwel advocaat en ook zelfs de mogelijkheid zich te beroepen op een zwijgrecht. Een ander voorbeeld is het verschoningsrecht dat wordt toegekend aan bepaalde getuigen: zij kunnen zich daarop beroepen om geen eventueel belastende verklaringen af te leggen Deze humanisering is in de geest van de humanisering die onder meer werd voorgestaan door Montesqieu.

## Bijdragen aan het strafrecht
In zijn filosofisch traktaat Dei delitti e delle pene (Over misdaden en straffen) uit 1764 toonde Cesare Beccaria zijn morele bekommernis over hoe strafrecht zou moeten zijn. De grondslag van het recht tot straffen vond hij in de verdragstheorie van John Locke. Deze stelde dat de maatschappij tot stand komt op grond van een afspraak tussen haar leden, die een deel van hun vrijheid geven aan de gemeenschap. De doelstelling van elke wetgeving moest volgens Beccaria het maximaal geluk voor een maximaal aantal mensen zijn, een utilitaristisch uitgangspunt. 
Hij ging in tegen wat zijns inziens duistere, complexe en wrede wetgeving was, door de formulering van heldere principes die in het strafrecht zouden moeten gerespecteerd en toegepast. Dirk Verhofstadt, hoogleraar ‘Media en ethiek’ aan de Universiteit van Gent, onderscheidde 9 principes, die hij in 2014 opsomde en behandelde in het hoofdstuk ‘De negen principes van Beccaria’ in zijn boek Cesare Beccaria. 250 jaar - Over misdaden en straffen.
Middels deze 9 principes nam hij fel stelling tegen praktijken en vaak misstanden in de rechtspleging van wat reeds enkele decennia later het ancien régime zou gaan heten, d.w.z. de periode in Frankrijk voorafgaand aan de Franse Revolutie en in andere landen waarvan sommigen eveneens de staatsvorm hadden die bekend stond als absolute monarchie en allen instituties kenden die veelal hun wortels hadden in het feodalisme van de middeleeuwen. De term 'ancien régime' is daarnaast een substituut voor Nieuwe Tijd of vroegmoderne tijd, een periode in de Europese geschiedenis die loopt van ca. 1450 tot ca. 1800.
Zijn boek droeg in belangrijke mate bij tot de humanisering van het strafrecht door het bepleiten van maatregelen om dit te ontdoen van willekeur (in de zin van het zonder regel handelen), machtsmisbruik en religieuze dogma’s. Ofschoon niet al zijn standpunten geheel nieuw waren, werd Beccaria doordat hij desondanks een beweging in gang zette die zou leiden tot de afschaffing van de tortuur en van de doodstraf in tal van landen een van de invloedrijkste vertegenwoordigers van de Verlichting. 
Hij liet zich inspireren door werken van voorgangers als de Engelse filosoof  John Locke, de Franse filosofen Charles de Montesquieu, Jean-Jacques Rousseau en Claude Adrien Helvétius, de Schotse filosoof Francis Hutcheson, de Duitse rechtsgeleerde Christian Thomasius, de Oostenrijkse jurist Joseph von Sonnenfels, en de denkers Pietro Verri en Alessandro Verri, die zoals hijzelf afkomstig waren uit Lombardije. Beccaria was echter de eerste die een samenhangend, logisch, rationeel en vooral vernieuwend strafrechtelijk systeem beschreef dat radicaal afrekende met de grondvesten van het ancien regime. 
Het destijds bestaande strafrecht was repressief, onzeker en barbaars. Bestraffingen gebeurden arbitrair en niet iedereen werd gelijk behandeld voor de wet (voor zover die bestond). Het willekeurig en gruwelijk strafrechtsysteem tijdens het ancien régime werd vooral gesteund, verdedigd en toegepast door de geestelijke macht, in het bijzonder door de Roomse Kerk.
Enkele beginselen van het vigerend strafrecht zijn terug te voeren op de 9 door Beccaria bepleite principes:
- Het legaliteitsbeginsel, later verwoord door Paul Anselm Feuerbach als "nullum crimen, nulla poena sine lege", dat wil zeggen: geen misdrijf, geen straf zonder voorafgaande wet
Gevolg:
  - Wetgeving moet voor iedereen toegankelijk zijn.
  - Wetgeving moet worden opgesteld in de taal van het volk.
  - De rechter is gebonden door de letter van de wet (niet interpretatief).
- Het proportionaliteitsbeginsel: een maximaal welzijn verzekeren met een minimum aan leed. De opgelegde straf moet net volstaan om te voorkomen dat de delinquent zijn medeburgers nog benadeelt.
- Het subsidiariteitsbeginsel: De optimale straf is de minimale straf die toch effect sorteert. De beste preventie voor de criminaliteit is immers niet de wreedheid van de straf, maar wel het feit dat het onmogelijk is haar te ontlopen. Misdrijf en straf dienden ook kort op elkaar te volgen opdat de straf effect zou hebben. Hiermee pleitte Beccaria tegen martelen en de doodstraf.
Gevolg:
  - Doodstraf kan volgens Beccaria geen zinnige straf zijn, want deze straf is definitief en onomkeerbaar.
  - Hij pleitte voor dwangarbeid en gevangenisstraf.
  - Uitzondering: een persoon die de staat in gevaar bracht kon wel tot de doodstraf veroordeeld worden.
- Het gelijkheidsbeginsel: de strafrechtelijke sancties moeten dezelfde zijn voor de eerste burger en voor de nederigste.
- Het publiciteitsbeginsel: de terechtzitting en de bewijsvoering moeten openbaar gebeuren, de geheime procedure moet afgeschaft worden.
- Het personaliteitsbeginsel: hiermee kantte Beccaria zich tegen de algemene verbeurdverklaring van de goederen, die in feite de familie van de veroordeelden en bannelingen trof. Verbeurdverklaring is het afnemen van de goederen van het volledige gezin.

Het boek van Beccaria verscheen in diverse talen. Een Franse editie, met een voorwoord van Voltaire, kwam er in 1766 en in 1768 volgde in het Nederlands de Verhandeling over de misdaaden en straffen.

## Nederlandse vertalingen
- Verhandeling over de misdaaden en straffen, Amsterdam, Gerrit Bom, 1768
Vertaling van de derde Italiaanse editie met het voorwoord van Voltaire uit het Frans
- Verhandeling over de deugden en belooningen. Om te dienen tot een vervolg van de Verhandeling over de misdaaden en straffen, Amsterdam, Gerrit Bom, 1768
- Onderzoek der vraag: Welke eene straffe krachtdadiger, en van 't kwaad meer afhoudende is, de straffe des doods, of die van eene eeuwige gevangenis? : nevens eene wederlegging der redenen. Te Utrecht, by G. van den Brink Jansz., 1772
- Over misdaden en straffen, vert. J.M. Michiels, 1971. ISBN 9789002113697
Vertaling van de Franse bewerking van Beccaria door André Morrelet uit 1764
- Over misdaden en straffen, vertaald en toegelicht door prof. dr. S.A.M. Stolwijk, 2016. ISBN 9789462902633
Moderne vertaling uit de grondtekst